# Barthélemy Lauvergne
Pour les articles homonymes, voir Lauvergne.
Barthélemy Lauvergne, né le 4 juillet 1805 à Toulon et mort le 16 novembre 1871 à Carcès, est un navigateur et un peintre français de la Marine.

## Biographie
Barthélemy Lauvergne est le fils de Henry Jean Lauvergne capitaine de bâtiments marchands puis coutelier et de Magdeleine Thérèse Marquizan. Il a un frère Hubert Lauvergne (1797-1859) qui sera médecin chef de la Marine à Toulon et officier de la légion d'Honneur.
Il apprend le dessin à Toulon sous la direction de Pierre Letuaire, puis commence à voyager. Il fait trois fois le tour du monde : d'abord sur L'Astrolabe du 25 avril 1826 au 24 février 1829 où il est secrétaire de Jules Dumont d'Urville, puis sur La Favorite du 30 décembre 1830 au 21 avril 1832 et enfin La Bonite du 6 février 1836 au 6 novembre 1837. Il devient attaché à la commission scientifique d'Islande (1838-1840) au commissariat de la Marine. Le 28 août 1839 il rejoint à Hammerfest en Norvège la commission scientifique du Nord qui se déplace à bord de la corvette La Recherche ; il traverse alors la Finlande, l'île Spitzberg et la Russie.
Le 1er février 1841, il est nommé à Paris au dépôt des cartes et plans et participe à la publication d'une centaine de planches lithographiées d'après ses dessins. En 1842, il est chargé de peindre certains ports de la côte algérienne. Il travaille de nouveau au dépôt des cartes et plans jusqu'au 1er septembre 1850. Il revient à Toulon puis repart à Paris le 9 février 1851 pour mettre au net les différentes vues des côtes qu'il a réalisées. Il est envoyé à Toulon pour réaliser un tableau de la visite du prince président, futur Napoléon III à bord du vaisseau Napoléon. Il se marie à Toulon le 10 juillet 1854 avec Mlle Louise Madeleine Piche. Après sa retraite prise le 1er novembre 1863 Barthélemy Lauvergne se consacre entièrement à la peinture.
Il expose au Salon de Paris : en 1838, Frégate courant vent arrière étude de mer au Cap Horn, et Corvette La Bonite au cap des Aiguilles ; en 1839 Ouragan sur la côte de l'île Bourbon ; en 1841 Scène de la mer au cap Horn ; en 1842 Naufrage de la corvette l'Astrolabe au large de Vanikoro (îles Salomon) ; en 1844 Vue du port et de la ville d'Alger ; en 1849 Vue de l'île de Montrol.

## Œuvres dans les collections publiques
Brésil
- Rio de Janeiro, musée historique national : Rio de Janeiro.

France
- Montpellier, musée Fabre : Marine[5].
- Narbonne, musée d'art et d'histoire : Naufrage à l'entrée de Mers-el-Kébir[6].
- Paris, musée national de la Marine :
  - Vue du port et de la ville d'Alger, 163 × 260 cm[7] ;
  - Vue du fort de Mers El-Kébir, 90 × 135 cm[8] ;
  - Arrivée du Prince Président en rade de Toulon,1852, 97 × 146 cm[9].
- Saint-Paul (La Réunion), musée historique de Villèle :
  - Tombeau d'une bramine brulée sur le bûcher de son mari, gravure[10]
  - Cour d'une pagode à Pondichéry, gravure[11]
  - Nouveau débarcadère de Saint-Denis, gravure[12]
- Toulon, musée d'Art :
  - La Vieille darse de Toulon ;
  - Navire à voile et à vapeur.

Nouvelle-Zélande
- Auckland, musée d'Art : Plage de Korora-Rêka, aquatinte, 22 × 32 cm[13].

Uruguay
- Montevideo, Museo Nacional de Artes Visuales :
  - Marché de Montevideo, gravure[14] ;
  - Église de Montevideo, gravure[15] ;
  - Vue de Montevideo, gravure[16]
  - Débarcadère de Montevideo, lithographie[17].

Peintures de Barthélemy Lauvergne
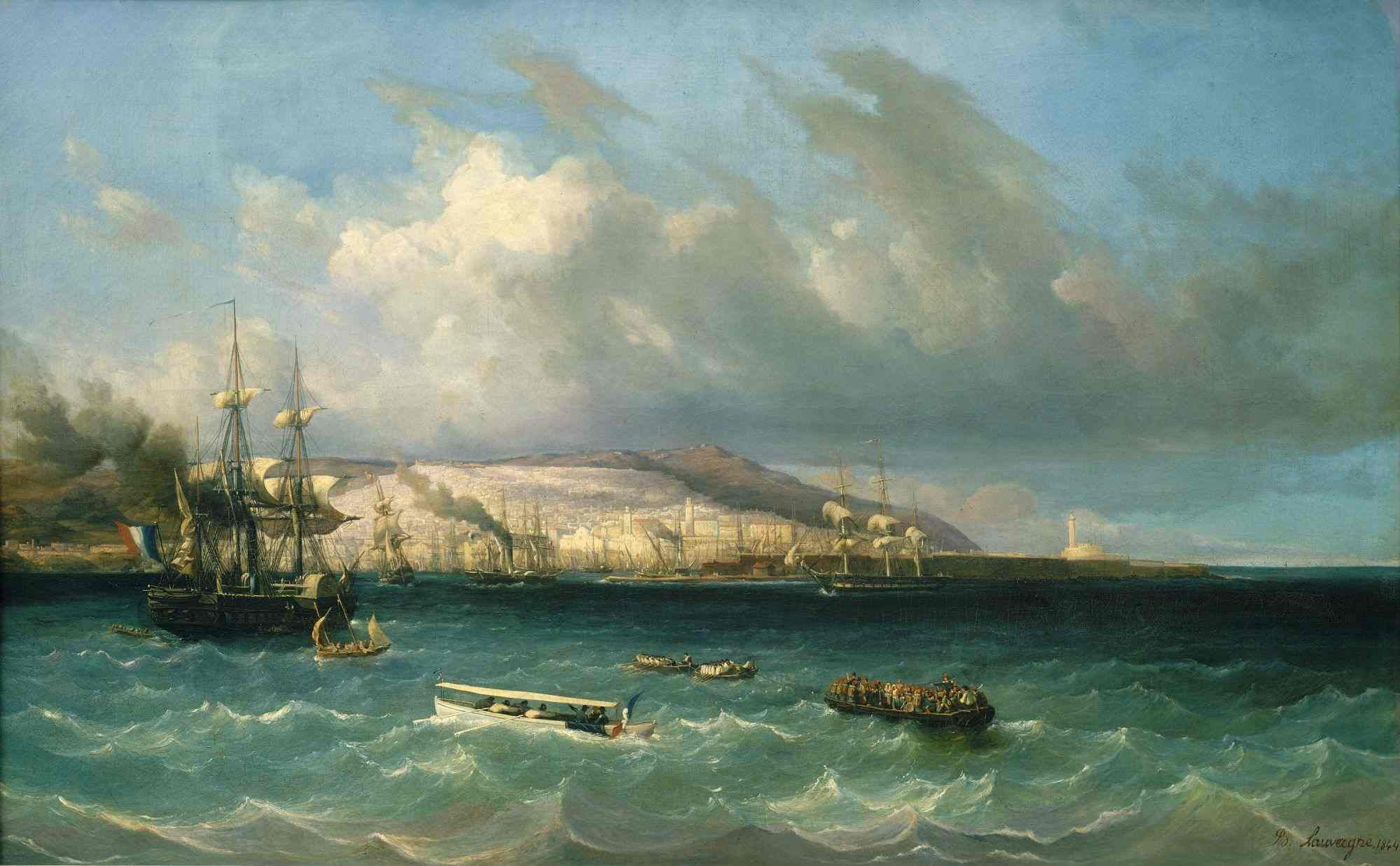
Vue du port et de la ville d'Alger, Paris, musée national de la Marine.
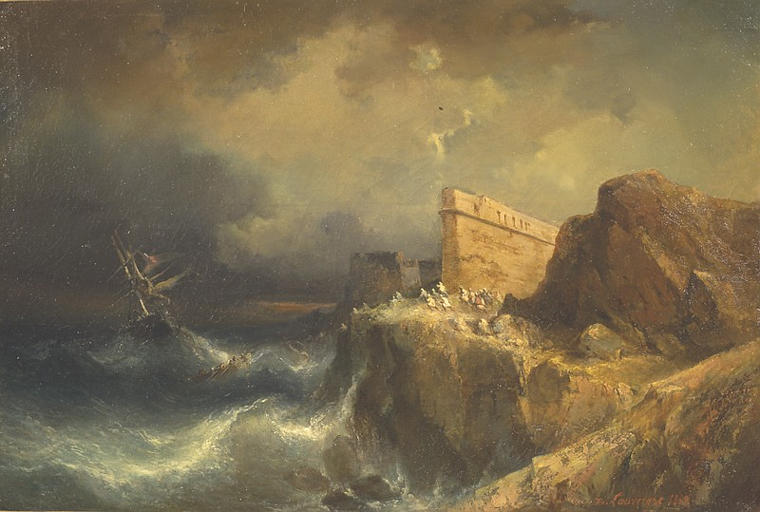
Naufrage à l'entrée de Mers-el-Kébir, musée d'Art et d'Histoire de Narbonne.
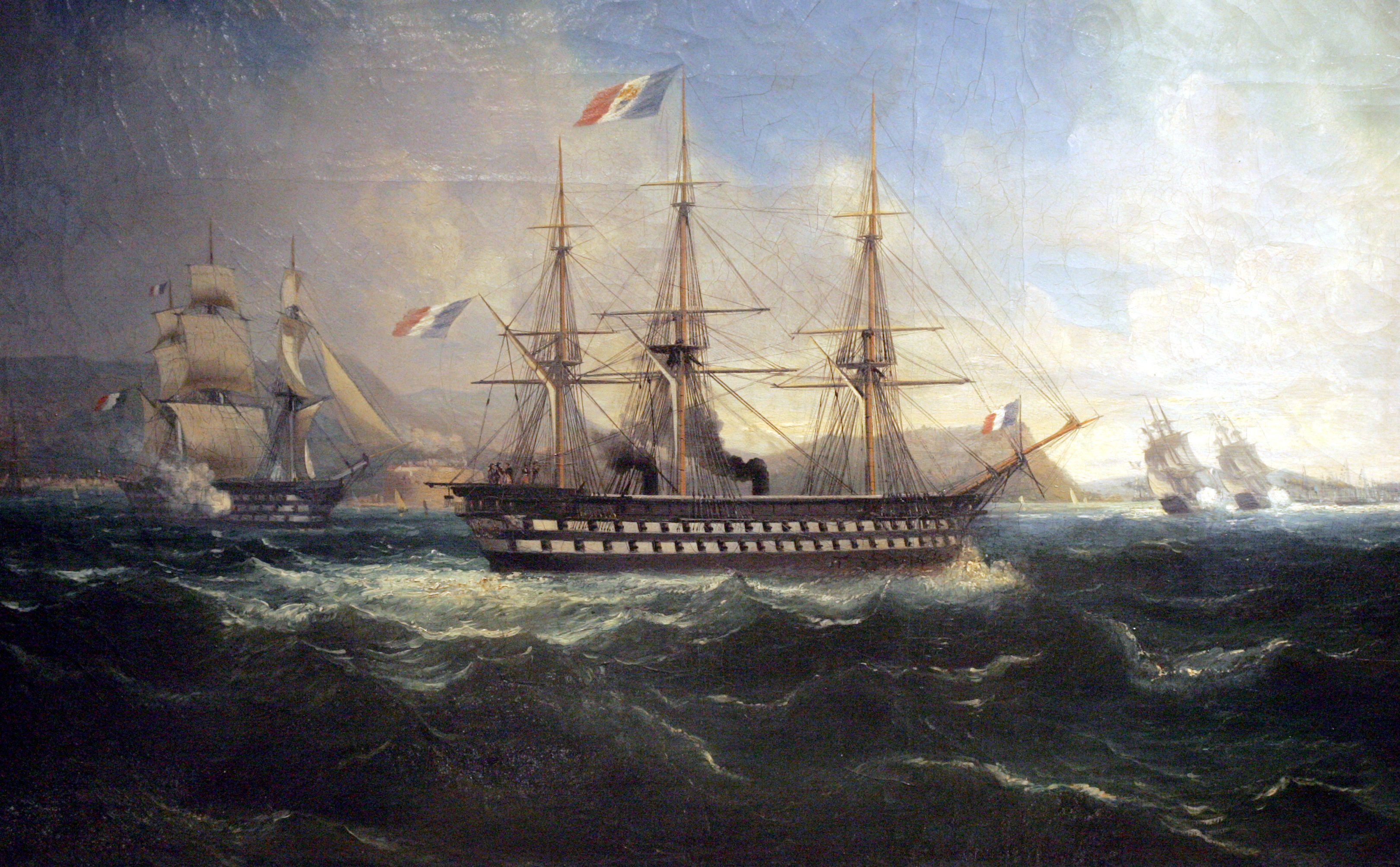
Arrivée à bord du vaisseau “Le Napoléon” du prince président Louis-Napoléon Bonaparte à Toulon en 1852, Paris, musée national de la Marine.

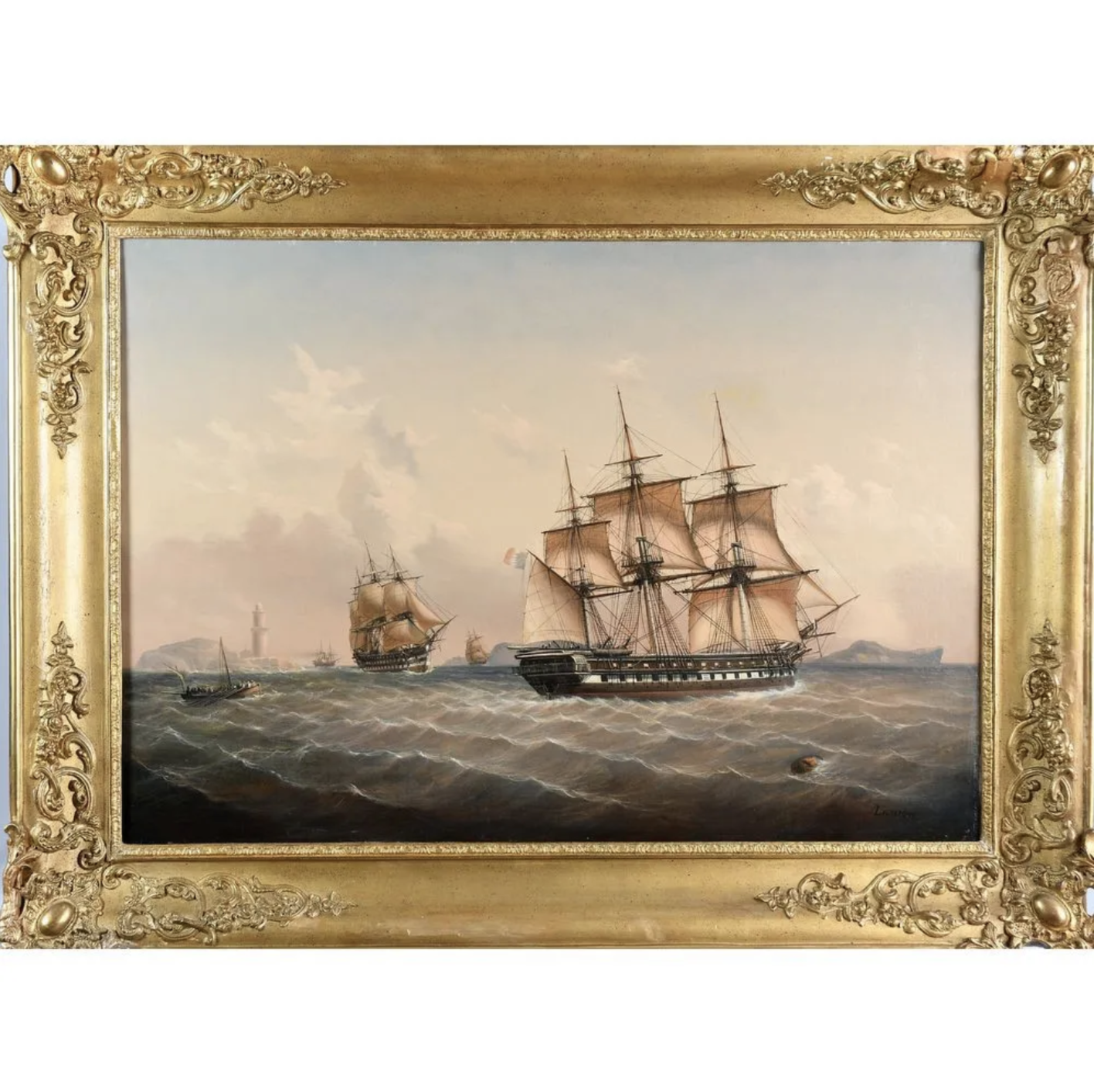
L'Étoile et La Belle Poule au port par mer agitée, localisation inconnue.
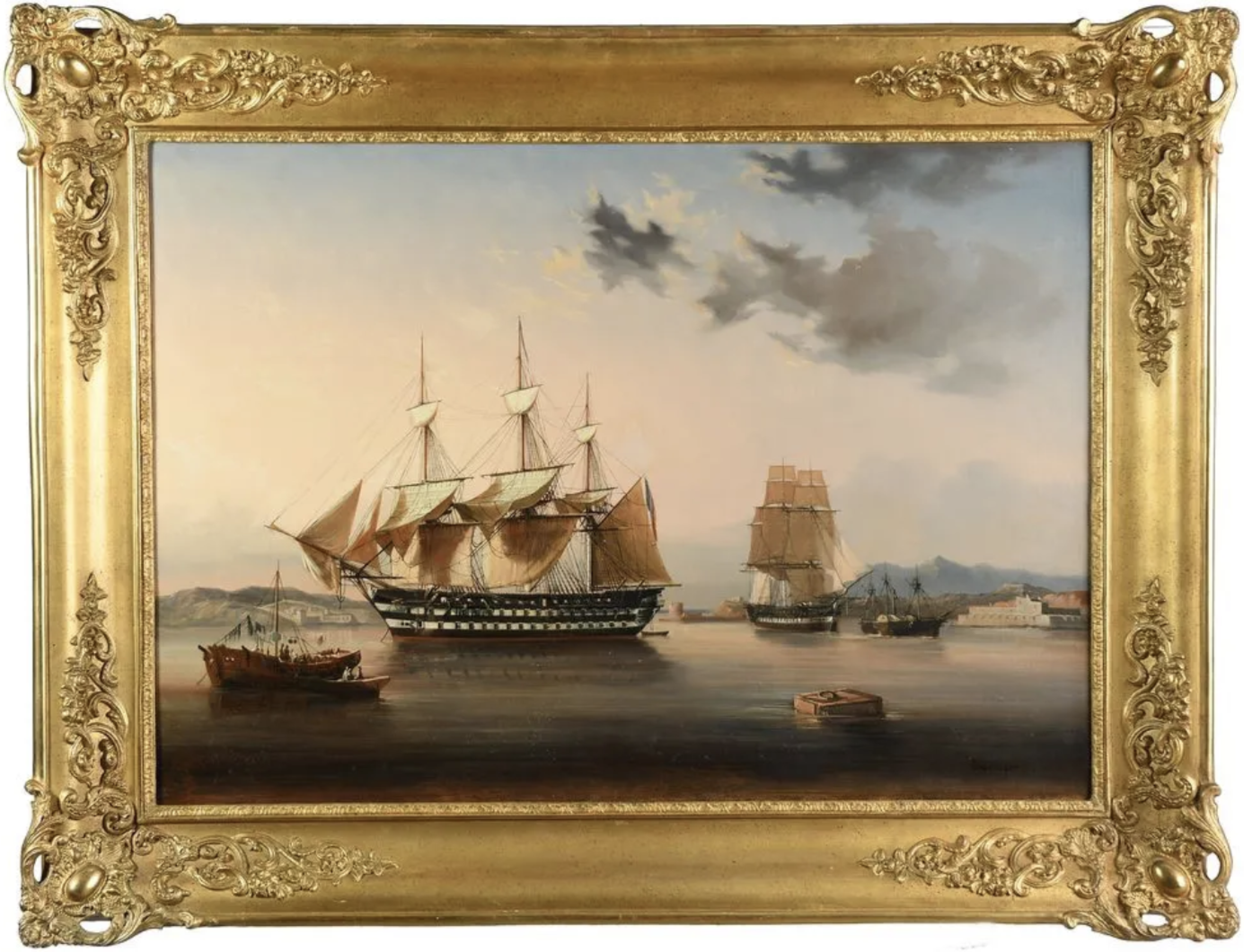
L'Étoile et La Belle Poule en port de Toulon par mer calme, localisation inconnue.

Lithographies d'après les dessins de Barthélemy Lauvergne réalisés au cours du voyage sur la corvette La Recherche (vers 1840), Paris, bibliothèque Sainte-Geneviève.
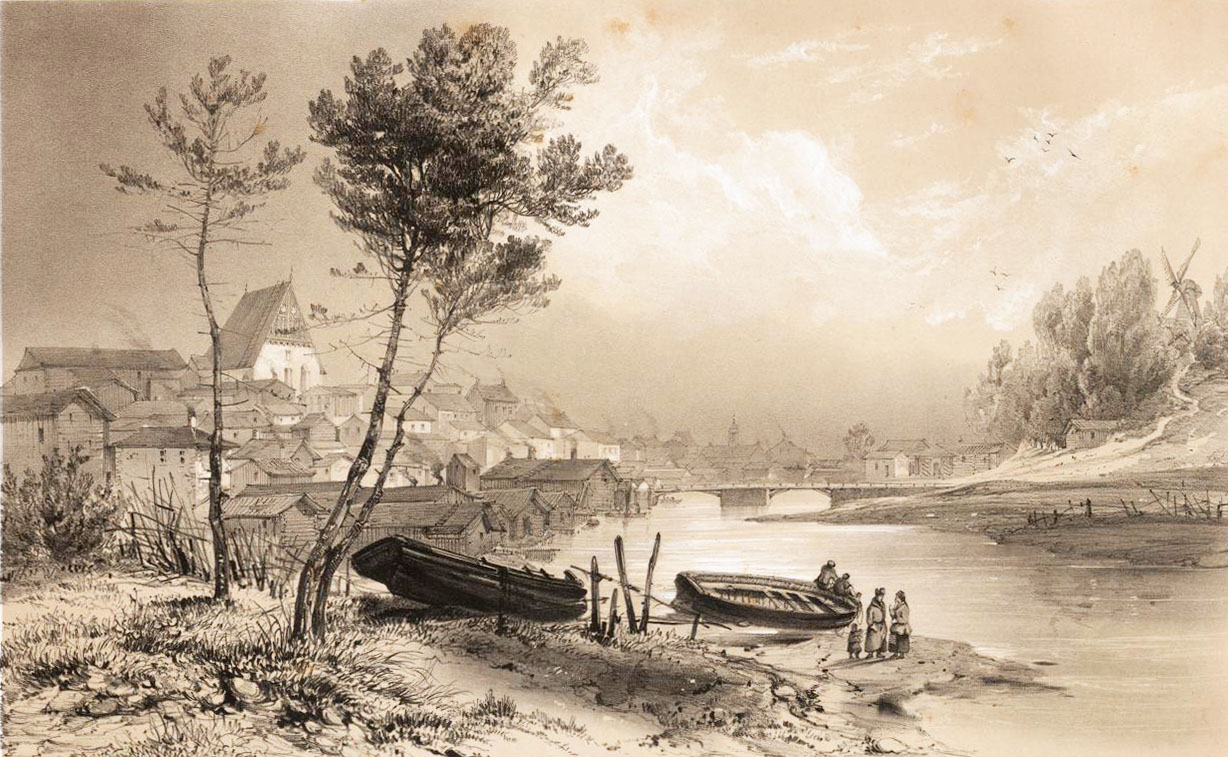
Borga
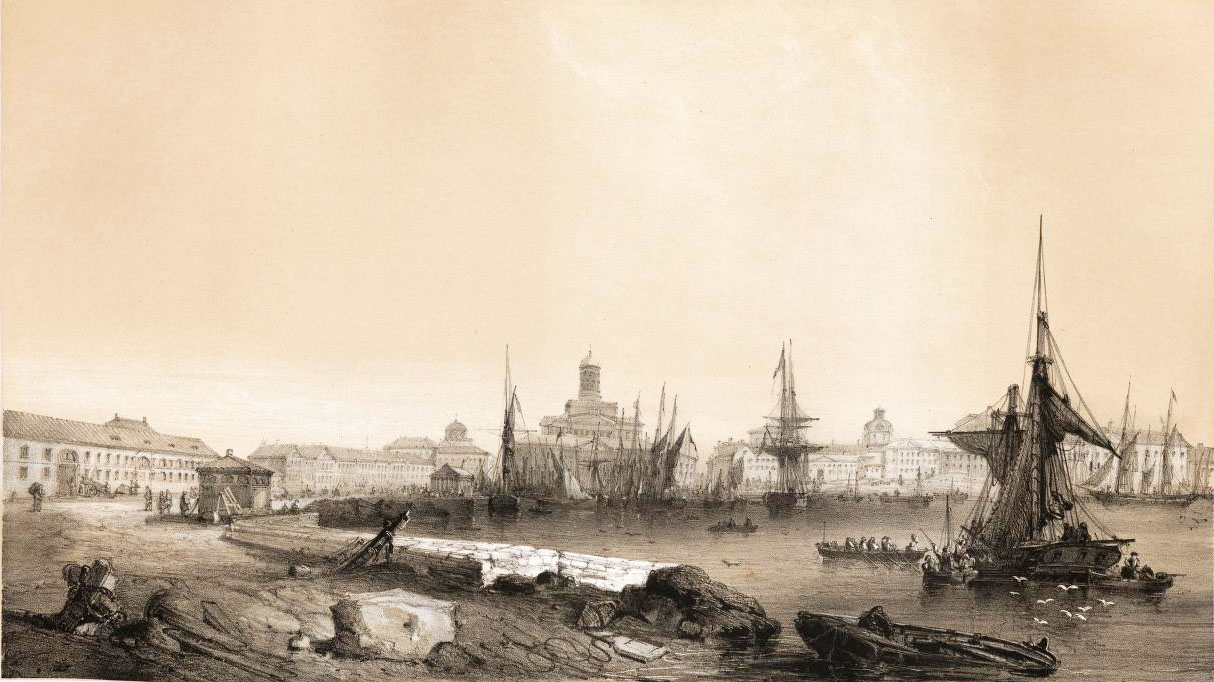
Port d'Helsinki
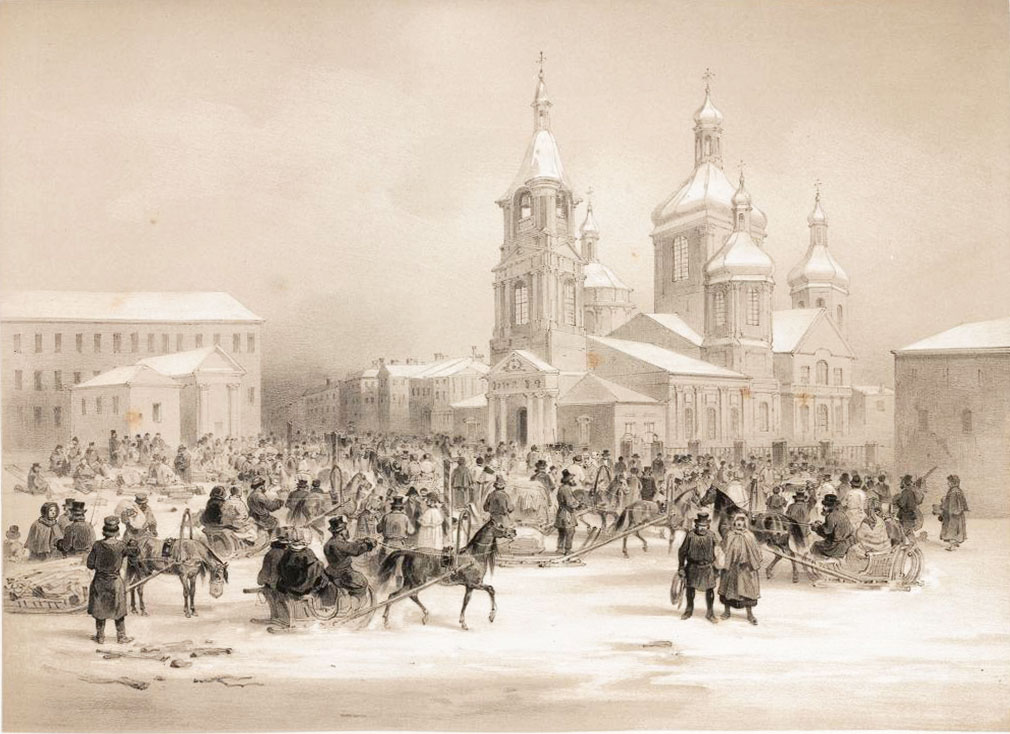
Saint-Pétersbourg
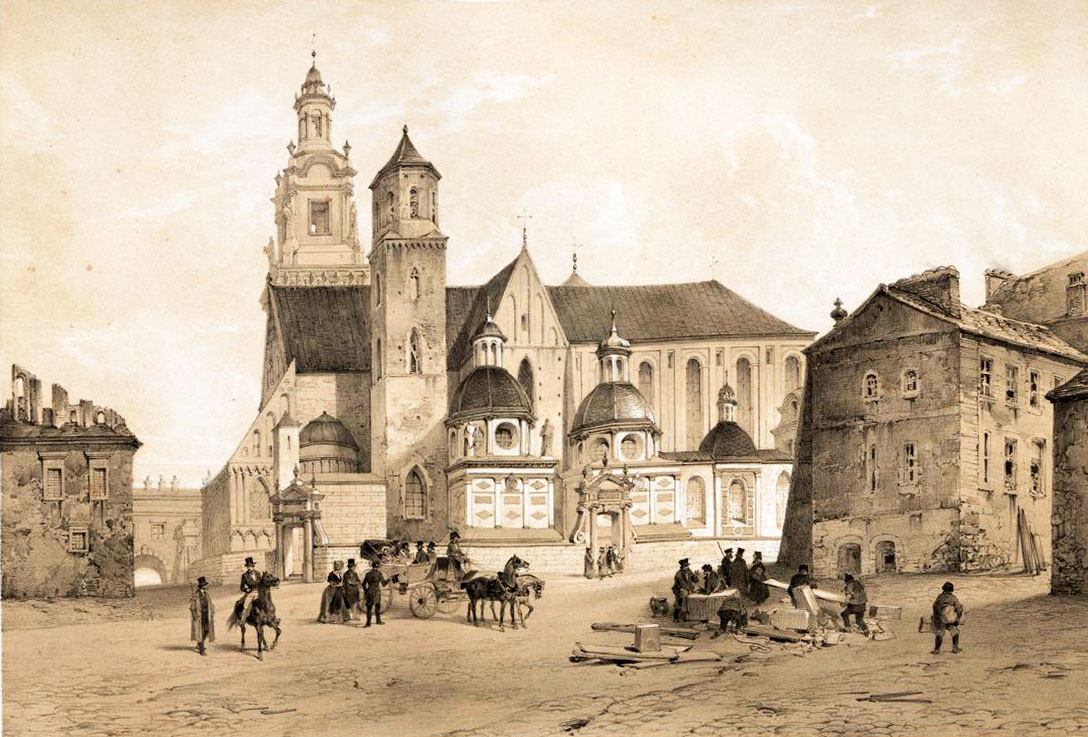
Cathédrale de Cracovie
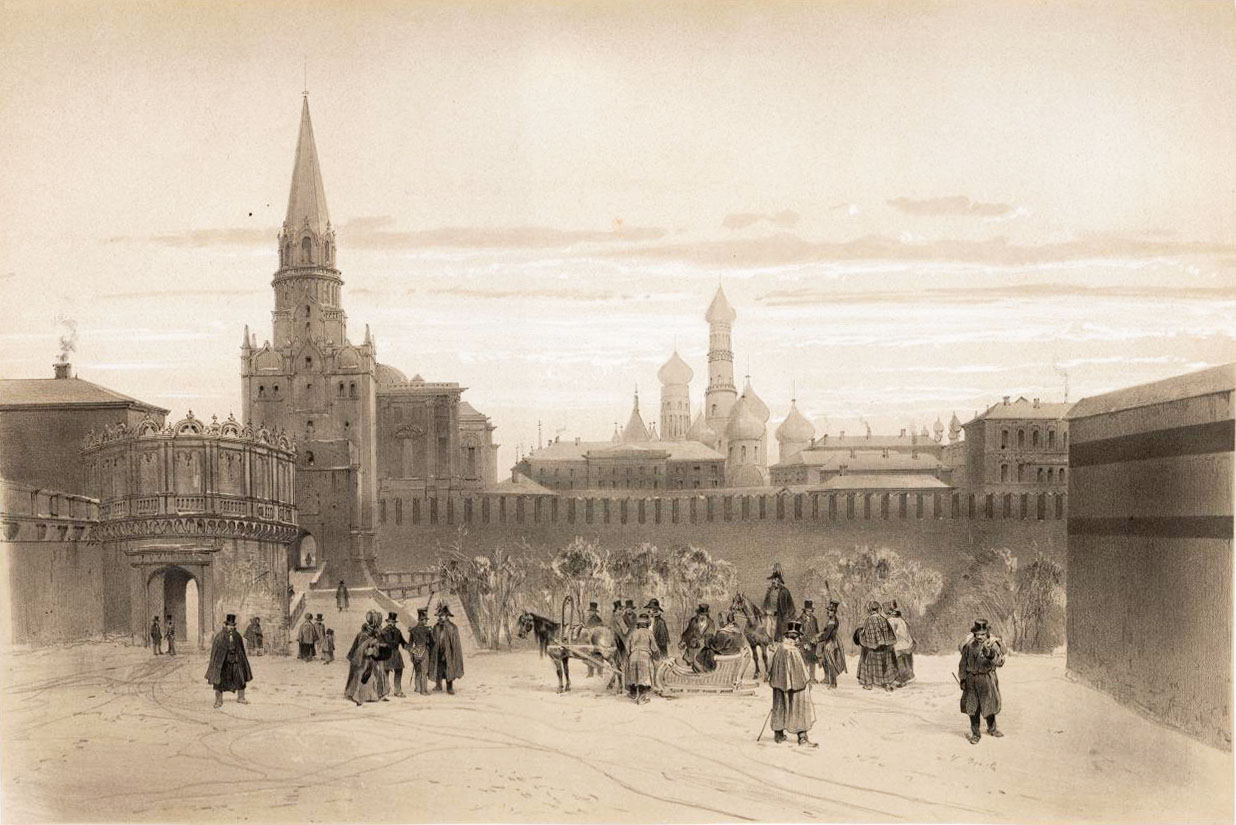
Porte de la Trinité à Moscou

## Ouvrages
Des gravures réalisées d'après des dessins de Barthélemy Lauvergne ont été publiés dans les ouvrages suivants :
- Voyages en Scandinavie en Laponie, au Spitzberg et aux Féroé : Atlas historique et pittoresque, lithographies d'après les dessins de Mayer, Lauvergne, Giraud, t. 1 : Danemark, îles Féroé, Norvège, Spitzberg, Paris, Arthus Bertrand, 1852 (lire en ligne). Ce tome 1 est également consultable à la Bibliothèque nationale de Norvège(Lire en ligne). ;
- Voyages en Scandinavie en Laponie, au Spitzberg et aux Féroé : Atlas historique et pittoresque, lithographies d'après les dessins de Mayer, Lauvergne, Giraud, t. 2 : Laponie, Suède, Finlande, Russie, Lituanie, Pologne etc., Paris, Arthus Bertrand, 1852 (lire en ligne). Ce tome 2 est également consultable à la Bibliothèque nationale de Norvège(Lire en ligne).